# Heteronaias
Heteronaias is een geslacht van libellen (Odonata) uit de familie van de glanslibellen (Corduliidae).

## Soorten
Heteronaias omvat 1 soort:
- Heteronaias heterodoxa (Selys, 1878)